# コウヤノマンネングサ
コウヤノマンネングサ (Climacium japonicum) は、イヌマゴケ目コウヤノマンネングサ科に属するコケ植物。植物体は小さな木のような形をしている。

## 分布
日本を含む東アジア、シベリア、チベットなどに分布する。

## 特徴

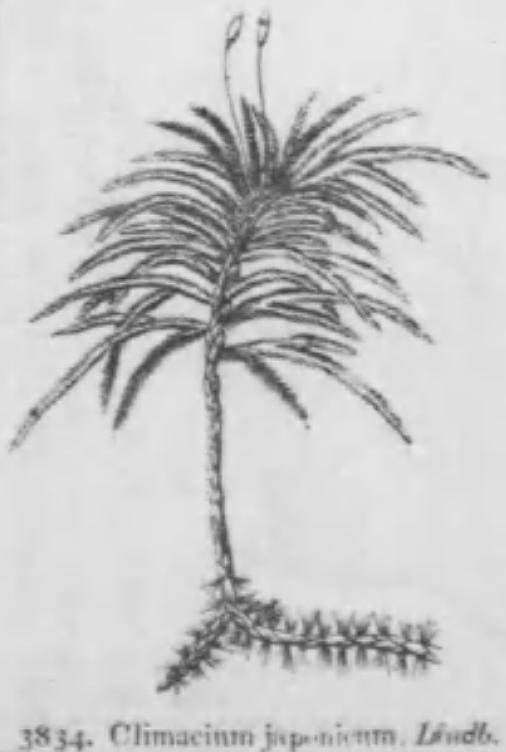
コウヤノマンネングサの図（村越三千男）

山地の湿った土壌の上などに生育する。一次茎は地中をはい、鱗片状の葉と仮根を付ける。二次茎は直立するが、茎の上部は湾曲する。茎の高さは5-10cmまで伸長し、多くの枝を付ける。葉の長さは2.5mm以下で、先が細くなる。朔をつくることは稀であるが、長さ約2-3cmの朔柄が2-10本つき、その先に円筒形の朔がつく。胞子は径13-16μm、染色体数はn=11。

## 近似種
同属のフロウソウに似るが、フロウソウは一般にやや背が低く、主茎の上部が湾曲しない、枝端が細くならないなどの点で本種と区別できる。

## 人間との関係
テラリウムや庭園に植栽されることがある。